# 韋塞利夫卡 (文尼察區)
49°27′33″N 29°4′41″E / 49.45917°N 29.07806°E
韋塞利夫卡（羅馬化：Veselivka）是烏克蘭的村落，位於該國西南部文尼察州，由文尼察區負責管轄，始建於1769年，面積0.03平方公里，海拔高度306米，2001年人口125，人口密度每平方公里4,166.67人。